# Maserati A6GCM

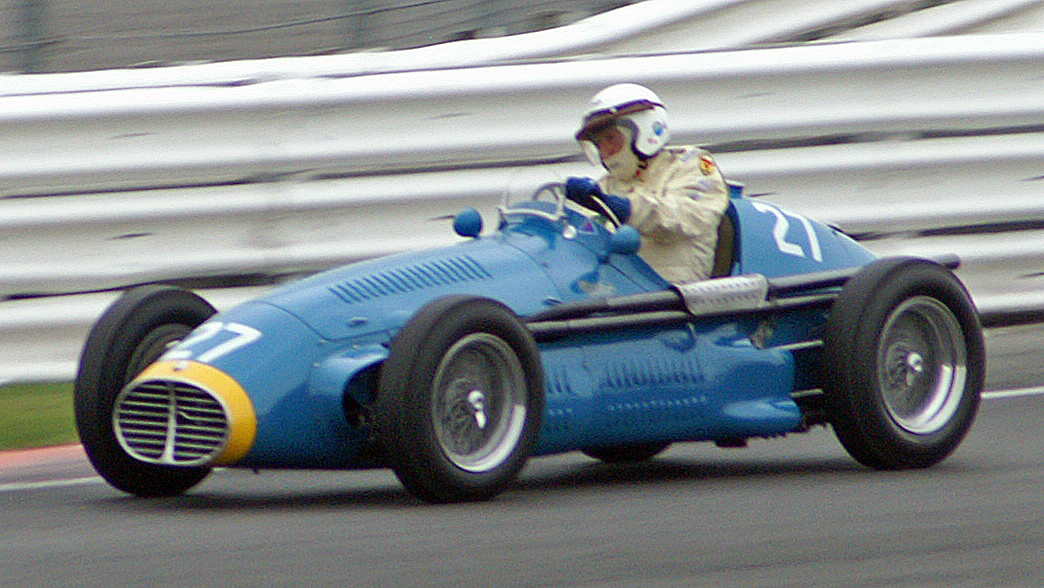
Maserati A6GCM

O Maserati A6GCM é um automóvel monolugar de corridas construído pela montadora italiana Maserati. Apenas 12 carros foram construídos entre 1951 e 1953.
O A6GCM pertence à família A6 de veículos Maserati que incluía muitos modelos de automóveis de passeio para os automóveis de corrida. O nome do carro é derivado da seguinte forma:
- A6 → o nome da série: A de Alfieri (Maserati), 6 de 6 cilindros
- G → Ghisa, o bloco do motor era em ferro fundido
- C → Corsa, para a aceleração
- M → Monoposto, para monolugares.

O Tipo 6 CS (Corsa Sportivo: barchetta) foi flagrada como um concorrente, mesmo em frente de monopostos na Fórmula 2, apesar de seu pequeno motor. Assim, a Maserati decidiu desenvolver um modelo específico que satisfariam as novas regras de regata da FIA.